# Harry Siljander
Harry Walfrid Siljander (* 10. Dezember 1922 in Helsinki; † 5. Mai 2010 in Espoo) war ein finnischer Boxer.

## Karriere
1948 nahm Siljander an den Olympischen Spielen teil und erreichte nach zwei Siegen das Viertelfinale im Halbschwergewicht (-80 kg), welches er gegen den späteren Olympiasieger George Hunter, Südafrika, verlor. Bei den Europameisterschaften 1949 schied er bereits im ersten Kampf gegen Willy Schagen, Niederlande, aus.
Bei den Olympischen Sommerspielen 1952 in Helsinki gewann er im Halbschwergewicht (bis 81 kg) nach Siegen über Dumitru Ciobotaru aus Rumänien und über Karl Kistner aus Deutschland und nach einer 0:3-Niederlage gegen den späteren Olympiasieger Norvel Lee aus den Vereinigten Staaten zusammen mit Anatoli Perow aus der Sowjetunion die Bronzemedaille.
Harry Siljander wurde fünfmal finnischer Meister, nämlich 1947, 1948, 1949, 1950 und 1952, und gewann 1946 Silber. Er war Mitglied des Sportvereins Helsingin Atleettiklubi.